# Resolution 4 des UN-Sicherheitsrates
Die Resolution 4 des UN-Sicherheitsrats wurde am 29. April 1946 angenommen. Der Sicherheitsrat verurteilte das Franco-Regime in Spanien und bildete ein Subkomitee, welches feststellen sollte, ob die Herrschaft Francos zu internationalen Spannungen führt und falls ja, was zu tun sei.

## Abstimmung
Die Resolution wurde mit 10 Stimmen angenommen. Die Sowjetunion enthielt sich der Stimme. Dies ist die erste Resolution in der Geschichte des Sicherheitsrats, in der sich ein ständiges Mitglied der Stimme enthielt. Das ist insofern von Bedeutung, als in der Anfangszeit des Sicherheitsrats nicht eindeutig geklärt war, ob eine Enthaltung im Sicherheitsrat einer Nein-Stimme und damit einem Veto gleichkommt oder nicht. Der sowjetische Vertreter im Sicherheitsrat, Gromyko, der die Resolution nicht öffentlich unterstützte, aber dennoch wirksam werden lassen wollte, gab zu Protokoll, dass er seine Enthaltung auf keinen Fall als Präzedenzfall für die Behandlung der Enthaltung ständiger Mitglieder im Sicherheitsrat verstanden wissen wolle.

## Folgen
In der Resolution 7 vom 26. Juni 1946 beschäftigte sich der Sicherheitsrat mit dem Ergebnis der Untersuchung des Subkomitees. Dieses hatte alle Fakten bestätigt, die zur Verurteilung des Franco-Regimes führten. In der Resolution 10 vom 4. November 1946 beendete der Sicherheitsrat schließlich sein Engagement in der Sache und übergab der Generalversammlung alle Akten.